# Indiana Jones and His Desktop Adventures
Indiana Jones and His Desktop Adventures ist ein 1996 von LucasArts veröffentlichtes Computerspiel für den PC und den Macintosh. Das Action-Adventure ist eine Kollektion von Minispielen rund um die Abenteuer des berühmten, fiktiven US-Archäologen Indiana Jones.
Ein Jahr später veröffentlichte LucasArts mit Star Wars: Yoda Stories ein ähnliches Spiel für Microsoft-Windows-PCs und den Game Boy Color.

## Handlung
Das Spiel beginnt in einem kleinen Dorf in Mexiko. Nach der Absolvierung des ersten Minispiels schließen sich weitere zufällig generierte Spiele, die ebenso in Mittelamerika spielen an. Als spielübergreifender Handlungsbogen dient die Suche nach einer goldenen Gottheit. Die Figur am Ende des Spiels ähnelt der Star-Wars-Figur C-3PO.

## Spielprinzip und Technik
Das Spiel ließ sich mit Maus und Tastatur spielen. Mit der linken Maustaste beispielsweise sammelte man Objekte ein und mit der rechten nutzte Indy seine Waffen. Mit der Shift-Taste konnte man Objekte ziehen. Ein Kreis zeigte die Lebensenergie an. Das Spiel war als Konkurrenz für Solitär gedacht.

## Veröffentlichung
Funsoft vertrieb das Spiel in Deutschland. Es gab eine deutsche Sprachfassung.

## Rezeption
Die Zeitschrift PC Joker urteilte, dass das Spiel „auf unterstem Shareware-Niveau“ sei. Heinrich Lenhardt schrieb in der PC Player, dass das Spiel „ein billiger Hack-Verschnitt sei“ und „kein Vergleich mit der hervorragenden Spielbarkeit von Nintendos Zelda-Reihe“ besitze. In der PC Games hieß es, dass Indiana Jones and His Desktop Adventures „ordentlich schlecht“ sei. Gamezone schrieb im Jahr 2012, dass das Spiel „nicht gelungen“ sei. Das Spiel verkaufte sich in den USA nicht gut.
Retrospektiv sah Entwickler Hal Barwood das Spiel als Casual Game an und meinte, dass es solche Spiele damals noch nicht gab. Weil „das Feld noch nicht bestellt war“, gab es damals auch großen Widerstand innerhalb von LucasArts.